# São Clemente de Silvares

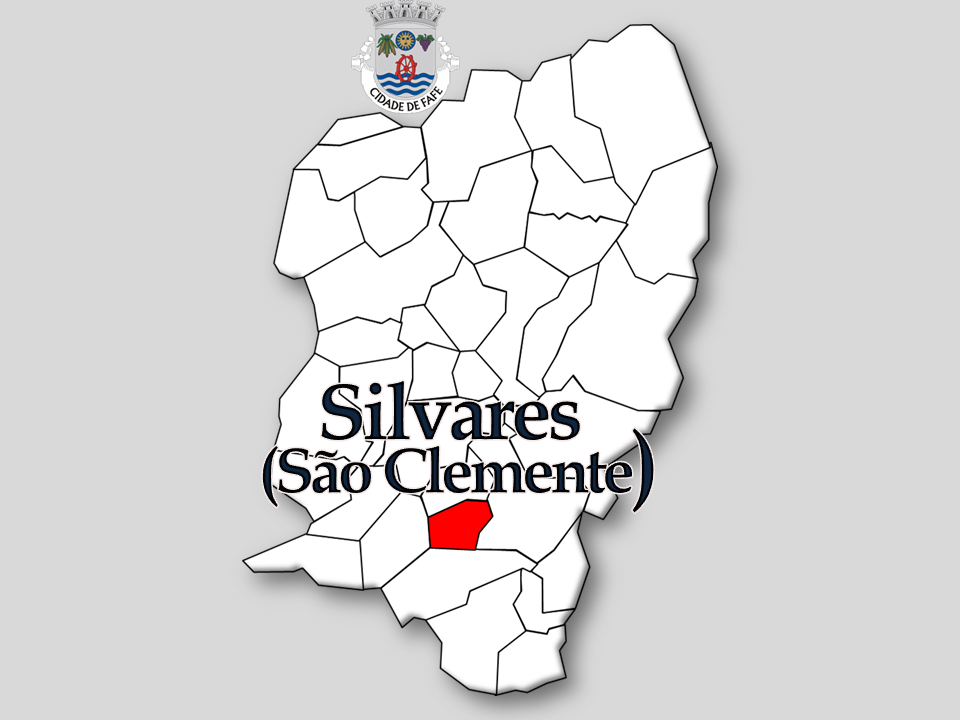
Localização da Freguesia de Silvares (São Clemente)

São Clemente de Silvares é uma povoação portuguesa do Município de Fafe que foi sede da Freguesia de São Clemente de Silvares (oficialmente, Silvares (São Clemente)), freguesia que tinha 2,45 km² de área e 570 habitantes (2011), e, por isso, uma densidade populacional de 232,7 hab/km².
A Freguesia de São Clemente de Silvares foi extinta em 2013, no âmbito de uma reforma administrativa nacional, sendo o seu território integrado na União de Freguesias de Antime e Silvares (São Clemente) com a sede no Bairro de Antime.

## População
| População da Freguesia de Silvares (São Clemente) (1864 – 2011) | População da Freguesia de Silvares (São Clemente) (1864 – 2011) | População da Freguesia de Silvares (São Clemente) (1864 – 2011) | População da Freguesia de Silvares (São Clemente) (1864 – 2011) | População da Freguesia de Silvares (São Clemente) (1864 – 2011) | População da Freguesia de Silvares (São Clemente) (1864 – 2011) | População da Freguesia de Silvares (São Clemente) (1864 – 2011) | População da Freguesia de Silvares (São Clemente) (1864 – 2011) | População da Freguesia de Silvares (São Clemente) (1864 – 2011) | População da Freguesia de Silvares (São Clemente) (1864 – 2011) | População da Freguesia de Silvares (São Clemente) (1864 – 2011) | População da Freguesia de Silvares (São Clemente) (1864 – 2011) | População da Freguesia de Silvares (São Clemente) (1864 – 2011) | População da Freguesia de Silvares (São Clemente) (1864 – 2011) | População da Freguesia de Silvares (São Clemente) (1864 – 2011) |
| --------------------------------------------------------------- | --------------------------------------------------------------- | --------------------------------------------------------------- | --------------------------------------------------------------- | --------------------------------------------------------------- | --------------------------------------------------------------- | --------------------------------------------------------------- | --------------------------------------------------------------- | --------------------------------------------------------------- | --------------------------------------------------------------- | --------------------------------------------------------------- | --------------------------------------------------------------- | --------------------------------------------------------------- | --------------------------------------------------------------- | --------------------------------------------------------------- |
| 1864                                                            | 1878                                                            | 1890                                                            | 1900                                                            | 1911                                                            | 1920                                                            | 1930                                                            | 1940                                                            | 1950                                                            | 1960                                                            | 1970                                                            | 1981                                                            | 1991                                                            | 2001                                                            | 2011                                                            |
| 278                                                             | 325                                                             | 363                                                             | 379                                                             | 382                                                             | 408                                                             | 512                                                             | 548                                                             | 599                                                             | 632                                                             | 654                                                             | 553                                                             | 569                                                             | 551                                                             | 570                                                             |